# Crème Simon
 (juin 2014).
Si vous disposez d'ouvrages ou d'articles de référence ou si vous connaissez des sites web de qualité traitant du thème abordé ici, merci de compléter l'article en donnant les références utiles à sa vérifiabilité et en les liant à la section « Notes et références ».
 (octobre 2014).
Crème Simon est une marque de cosmétique française fondée en 1860, à Lyon, par Joseph Simon. Dans les années 1900, elle est la marque française de cosmétique numéro 1, la 1re crème de beauté stable et la 1re crème à être vendue en grands magasins. Au sommet de sa popularité, la Crème Simon est vendue de New York à Moscou jusqu’en Extrême-Orient. Crème Simon propose aujourd’hui une gamme premium de soins naturels adaptés à chaque saison.
La marque appartient à la société Stand Cosmetics Europe.
Strand Cosmetics Europe, située à Lentilly, travaille aussi pour de grandes marques de luxe, de maquillage, de soin, notamment l’américain Fresh, l’enseigne Sephora, le laboratoire dermatologique Galderma.

## Historique

### Naissance
En 1860, Joseph Simon, jeune apothicaire, aimait se promener de longues heures le long du Rhône et discuter avec les lavandières s’acquittant de leurs tâches,. Ces femmes souffraient d’une peau très déshydratée et irritée due à de brusques changements de température, aux substances irritantes, aux frottements et à la fatigue. Constatant les mains ravagées des blanchisseuses, Joseph Simon chercha un remède naturel pour les guérir.

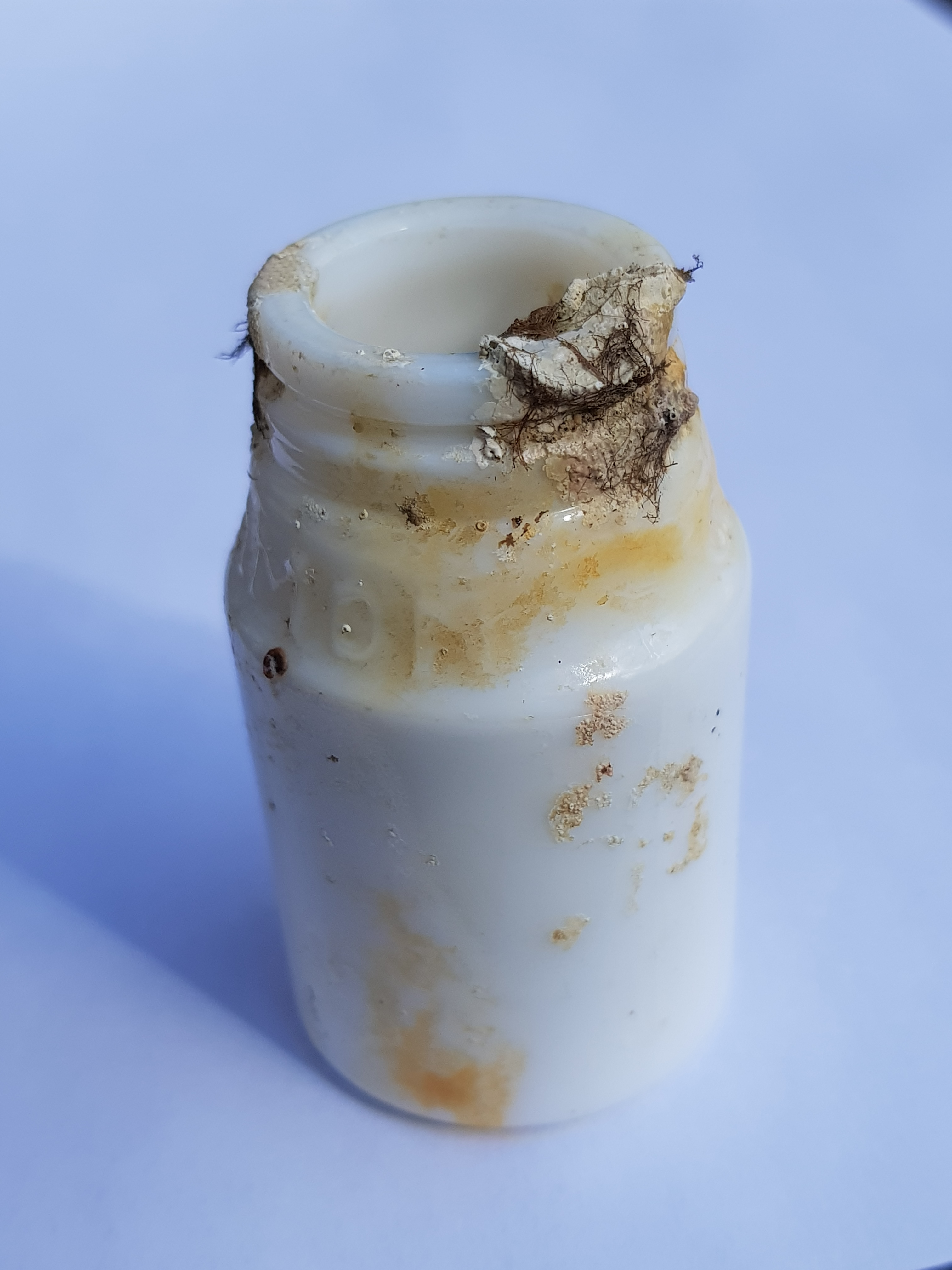

### Début de la cosmétologie moderne
Joseph Simon fit une découverte qui bouleversa la cosmétologie : une alchimie de sept extraits de fleurs et plantes aux propriétés curatives et clarifiantes.
C’est alors que la Crème Simon est née.
Première crème à base de glycérine, la Crème Simon devint très célèbre. Elle est réputée pour ses divers bénéfices : soulager les écorchures et les plaies bénignes, les piqûres d'insectes, les éruptions cutanées et autres irritations de la peau.
Avant le XXe siècle, les soins de la peau se limitaient aux onguents, pommades, cold cream. Ce dernier était particulièrement populaire, mais souvent fait de cire d'abeille ou de graisse animale, sa longévité était très limitée. À l’origine de la cosmétologie moderne, Joseph Simon a ouvert la voie à une nouvelle génération de soins de la peau : il fut le premier à créer une crème « stable » utilisant la glycérine et des extraits naturels de plantes et de fleurs.

### Notoriété
Au début du XXe siècle, la Crème Simon se trouve dans les pharmacies, parfumeries, salons de coiffure du monde entier. La Crème Simon est proclamée marque française no 1 pour les soins de la peau et est récompensée de la Médaille d’Or lors de l’Exposition universelle de 1900 à Paris[source insuffisante]. Elle devient l'une des marques les plus prisées.
Au cours de l'« Âge d'or » des années vingt, une période de renouveau au niveau de la mode, du maquillage et des soins de la peau. Crème Simon est devenue porteuse d’un nouvel idéal de beauté et représentant la « haute couture » des soins de la peau pour l'époque.

## Patrimoine artistique
Crème Simon est connue pour parrainer les étoiles montantes : peintres, illustrateurs, photographes, artistes… À partir des années 1920, on vit d’abord des peintres tels qu’Emilio Vilà et Chéri Hérouard, puis plusieurs illustrateurs leader du mouvement Art Déco tels que Leon Benigni, Charles Martin et Jean-Gabriel Domergue, chacun ayant leur propre interprétation artistique de la marque.
Les années 1930 ont pris une autre tournure artistique, avec les talents de William Pera, René Vincent, Henri Sjöberg et Jean-Adrien Mercier. Les années 1940 furent plus colorées, avec des artistes comme Bret Koch Ray, Libis, Montebello avant les travaux semi-surréalistes de Philippe Noyer dans les années 1950.
Le recours aux photographes connus a été particulièrement important dans leur campagne de 1950. La huitième de leurs annonces durant cette période était marquée par les œuvres photographiques de Lucien Lorelle, pionnier de la photographie couleur, et Sam Lévin, qui a découvert Brigitte Bardot. Crème Simon a également été l’un des premiers clients d’Alexandre Alexeïeff, inventeur de l'écran d'épingles qui permet d'animer des images au rendu proche de la gravure en aquatinte.

## Célébrités
Adorée par les célébrités, telles qu’Adelina Patti, célèbre chanteuse d'opéra⁣⁣, décrit par de nombreux grands compositeurs d'opéra comme la meilleure chanteuse de son époque, qui a dit dans un encart publicitaire du journal Black and White (en) publié en 1902, « Je trouve la Crème Simon vraiment très bien pour la régénération et l’éclat du teint. C'est comme si la rugosité disparaissait ». En 1922, Pauline Pô élue Miss France annonce « Élue Reine de Beauté des provinces de France, je déclare que les plus jolis teints eux-mêmes, ont besoin de la Crème Simon » et en 1923, c’est Geneviève Félix, célèbre actrice française du cinéma muet et couronné « Muse de Montmartre » dans un concours de beauté qui proclame que « La Crème Simon est au visage de la femme ce que le sourire est aux lèvres : un charme de plus »[réf. nécessaire].
Dans les années 1950, Crème Simon a pris une place plus importante en misant sur le pouvoir et la notoriété des stars de cinéma : Dominique Wilms, femme fatale dans plusieurs thrillers et films d'action français, Christine Carère, Irène Tunc et beaucoup d'autres célébrités. Brigitte Bardot a crédité la Crème Simon dans son livre autobiographique Un cri dans le silence.

## Cinéma
Crème Simon est apparu en 2008 dans Faubourg 36, célèbre film franco-germano-tchèque réalisé par Christophe Barratier. Situé dans les années 1920, l'un des personnages principaux, une jeune chanteuse joué par Nora Arnezeder, a chanté et fait allusion aux propriétés de la Crème Simon lors de son audition sur scène « Que ce soit au coin du feu ou pour un soir de Gala, soit pour mon seul amoureux ou le public de l’Opéra, j’utilise la Crème Simon qui me rend attirante et belle. Comme toutes les demoiselles, je remercie la Crème Simon, la Crème Simon ! »